# Riccardo Scimeca
Riccardo Scimeca (Leamington Spa, 13 giugno 1975) è un ex calciatore inglese di origine italiana, di ruolo centrocampista.